# CPRM
CPRM（英語: Content Protection for Recordable Media）とは、「コピー・ワンス（1世代だけ録画可能）」の番組を録画する時に使われるコピー制御方式である。録画に際しては、CPRMに対応した各種メディア（DVD-R・DVD-RW・DVD-RAM・DVD-R DL）や機器（DVDプレーヤーやDVDレコーダー、DVDドライブなど）に加え、ソフトが必要である。SDメモリーカードやSD-Audio及びSDカード対応の携帯電話の著作権コンテンツ保存（SDバインディング）にも採用されている。

## 概要
4C Entity（インテル、IBM、東芝、パナソニックが設立した団体）によって開発された。DVD-Videoで採用されているCSSの暗号鍵が破られたことに対する反省からさらにシステムを強化し、万一暗号鍵が破られても対処出来るようにしたものである。

## 実装
2004年（平成16年）4月5日からBS/地上デジタルテレビ放送に1回だけコピー可能な「コピーワンス」というコピー制御信号が加えられ、デジタル放送番組のデジタル録画をするためにはCPRMなどのコピー制御に対応しているレコーダーと録画用メディアが必要となった。コピーワンスのデジタル放送をCPRM方式デジタル録画した場合、CPRM対応のプレーヤーやパソコンであれば再生できるが、CPRM非対応のプレーヤーやパソコンでは再生できない。ただし、DVD-RW、DVD-RAMに関しては、プレーヤーが対応してかつVRモードで録画したものであればDVD-Rよりも再生できることがある。すべてのDVD-RディスクがCPRMに対応しているわけではなく、対応の表記が入った専用のディスク(=DVD-VRにも対応したディスクの中の一部)を購入する必要がある。

## 仕組み
CPRMは56BitのC2を使用している。固有のメディアIDをBCA（Burst Cutting Area）と呼ばれるライティングソフトで書き込めないDVDの最内周部分領域に書き込み、映像データ（動画）は暗号化して記録する。パソコンなどを使ってデータはコピーできても、メディアIDを書き換えられないので復号できず、映像などを見ることは出来ない。この方式により録画されたメディアを再生する場合、たとえDVD-R・DVD-RW・DVD-RAM・DVD-R DLなどへの再生対応を謳っていてもその再生機器がCPRMに対応（データ復号を許されている、デバイスキーを機器が持っている）していなければ見ることが出来ない。CPRMに対応したAV機器は近年機種が増えているが、旧型の製品や日本独自の規格の為、海外メーカー製DVDプレーヤーなどではCPRMに非対応の製品が殆ど（ただし、2011年（平成23年）現在は殆ど対応している。ただし海外ブルーレイディスクプレーヤーの場合CPRMには対応していても地上デジタルなどを録画したBD-R/REなどの再生は不可能という機種も多い）。また、CPRMに対応したパソコンソフトによるメディア鑑賞の場合はインターネットを経由しての認証が必要になる。再生時はこのメディアIDと別のMKB（Media Key Block）によって作られる暗号鍵とAV機器の持つデバイスキーで復号が行われるが、万一暗号鍵が破られてもメディア側のMKBデータを更新してしまえば、そのメディアの復号が行えなくなり映像を見ることが出来なくなる。

## 弱点
CPRMのメディアをCPRMに対応したDVDプレーヤーやDVDレコーダーなどで再生する場合、アナログのビデオ端子からはCGMS-Aとして出力されるようになっている。2007年（平成19年）3月現在、家電量販店などのAV機器コーナーでは、画像安定装置などと称してCGMS-Aなどのアナログコピーガードが容易に除去出来る装置が公然と販売されており、複製を完全に防止する事は困難だと言われている。したがって、コピー抑止効果としては実質的に「デジタルのままではコピーできないが、アナログに変換すればコピー可能（=アナログホール）」であり、民生用デジタルオーディオ機器に採用されているSCMSによく似ている。
日本の著作権法は1999年（平成11年）の改正でその著作物の著作権を有していないにもかかわらず、コピーガードを回避してコピーを作成する事は違法であるとされている。2012年（平成24年）の改正で、暗号化を伴う技術的保護手段を回避しての複製は、私的複製の対象外で違法であり、技術的保護手段を回避するプログラム・装置を提供することについても規制され、刑罰の対象となる。
なお、アナログに変換することによる複製を防ぐため、2011年（平成23年）1月1日よりHDでのアナログ出力が禁止され、2014年（平成26年）1月1日より暗号化されたデジタル映像出力端子以外のアナログ映像出力端子が設置された機器の製造および販売が全面禁止されることがAACS Final Adopter Agreementで決定している。

## 対応ソフト
Windows標準搭載のメディアプレーヤーであるWindows Media PlayerやWindows Media Center、汎用性の高いVLCメディアプレーヤーなどの一般的なメディアプレーヤーでCPRMの施されたメディアを再生することは2021年（令和3年）現在不可能。ただし、デジタルコンテンツの広がりやPCの普及に伴って、PC上でこれらのコンテンツを再生するソフトウエアが出ている。Windows上で対応が確認できているソフトとして以下のものが挙げられる。なお、macOS上で再生するためのソフトは、2021年（令和3年）現在存在しない。
- Corel WinDVD
- CyberLink PowerDVD
- Enjoy DVDおよびEnjoy Blu-ray
- VideoByte ブルーレイプレイヤー

また、ゲーム機ではPlayStation3~5で再生することが可能。ただし、Xboxはすべてのモデルで再生できない。